# 大以色列
大以色列（希伯來語：、Eretz Yisrael Hashlema）是一個具多種不同含義、在不同時間具爭議性的地區。
現在，對於大以色列區界的定義，廣為人知的是現存的以色列國和巴勒斯坦領土。亦有由修正猶太復國主義者定義的界線，包括英屬巴勒斯坦託管地（不一定包括在1923年開始獨立發展的外約旦）的範圍。其他宗教的看法則指聖經中《創世記》第15章第18节至第21节参、《民數記》第34章第1节至第15节参或《以西結書》第47章第13节至第20节参所提到的以色列地作為定義。

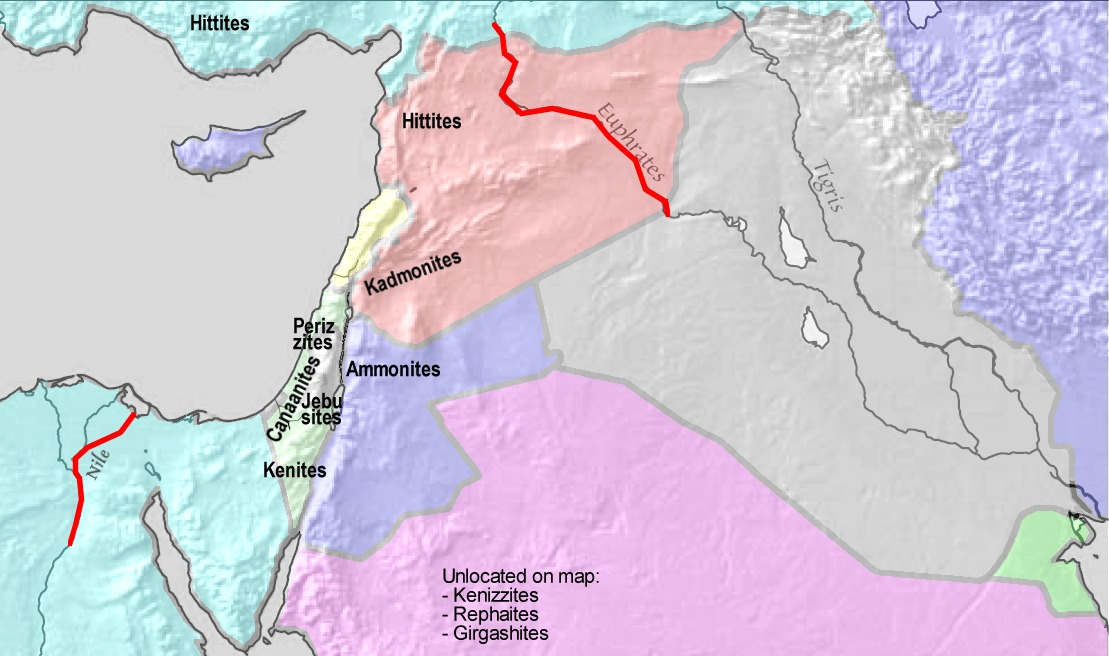
由創世紀第15章第18至21節定義的以色列地界限。

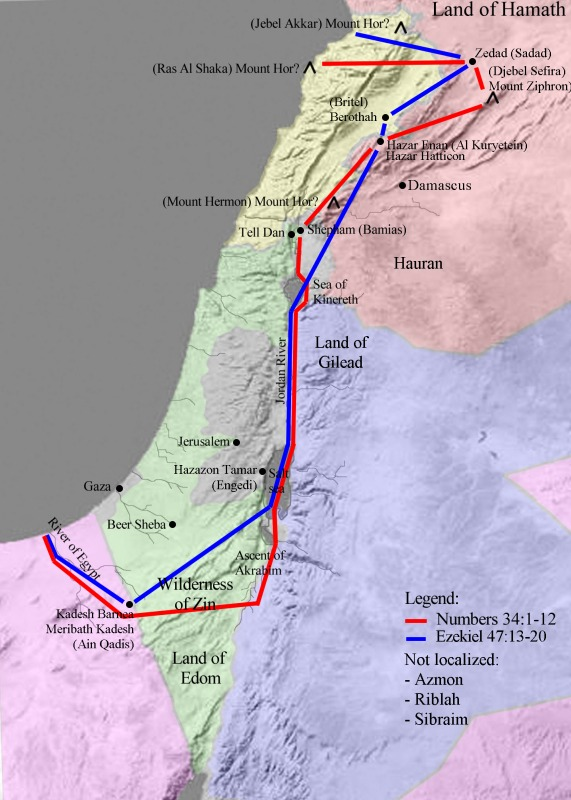
由以西結書（藍線）和摩西五經（紅線）定義的以色列地界限。

## 以色列國、約旦河西岸地區和加沙地帶
現今在以色列，有關以色列邊界的辯論中，「大以色列」通常用來指以色列國的領土和巴勒斯坦領土，即英屬巴勒斯坦託管地的範圍。

## 參照
- 迦南

## 外部連結
- For The Land and The Lord: The Range of Disagreement within Jewish Fundamentalism, by Ian Lustick, chapter V and chapter VII (accessed 12 October 2005)
- A collection of maps of Eretz Israel HaShlema (Greater Israel), from GlobalSecurity.org （页面存档备份，存于）.